# 1984 год в театре
1984 год в театре

## События
- 22 февраля — спектаклем «Вечно живые» по пьесе Виктора Розова открыт Ярославский государственный театр юного зрителя.
- 19 сентября — артисты Королевского драматического театра и Стокгольмского городского театра решают бойкотировать шведские женские журналы, как распространяющие слухи.

### Постановки
- 12 мая — премьера спектакля Геннадия Егорова «Порог» по пьесе Алексея Дударева в Большом драматическом театре им. Горького, Ленинград[1].
- 27 октября — премьера концертной версии мюзикла Бьёрна Ульвеуса и Бенни Андерссона «Шахматы», Барбикан-центр, Лондон.
- Режиссёр Ева Бергман[англ.] ставит «Историю солдата» Шарля Фердинанда Рамю в «Театре Бака» в Гётеборге.

## Деятели театра
- Элизабет Морен[фр.] и Мануэль Легри[фр.] выиграли Золотую медаль балетного конкурса в Осаке, Япония.
- 19 ноября — Аннели Аланко стала первой шведской балериной, станцевавшей Жизель в Большом театре.
- 29 декабря — балерина Сильви Гиллем стала «этуалью» Парижской оперы[фр.].
- Маргарет Бюстрем[англ.] получает Премию Юджина О’Нила[англ.] и театральную премию газеты Svenska Dagbladet.

### Родились
- 18 января, Ленинград — Евгения Образцова, артистка балета, солистка Мариинского и Большого театров.
- 4 мая, Варонеж — Вячеслав Лопатин, артист балета, солист Большого театра.
- 12 марта, Арзамас-16 — Елена Кутырёва, актриса театра и кино.
- 14 марта, Ленинград — Михаил Лобухин, артист балета, солист Мариинского и Большого театров.
- 8 июня, Москва — Клавдия Коршунова, актриса театра и кино.
- 24 июля, Батуми — Светлана Касьян, оперная певица, солистка Большого театра.
- 13 сентября, Москва — Полина Семионова, артистка балета, солистка Берлинской оперы и Американского театра балета.
- 18 сентября, Куйбышев — Андрей Фомин, актёр театра и кино.
- 18 ноября, Москва — Алексей Бардуков, актёр театра и кино.

### Скончались
- 15 января, Москва — Ростислав Захаров, артист балета, балетмейстер, режиссёр и теоретик танца.
- 21 января, Эвекмон — Роже Блен, французский актёр и театральный режиссёр.
- 31 января, Андерлехт — Эдгар Донё, бельгийский дирижёр, сооснователь Королевской оперы Валлонии.
- 9 февраля, Мадрас — Танджавур Баласарасвати, исполнительница и педагог индийского танца.
- 11 февраля, Париж — Жорж Вакевич, французский сценограф и художник-постановщик.
- 26 февраля, Париж — Симона Беррьё[фр.], французская актриса, директор парижского театра «Антуан».
- 1 мая, Париж — Пьер Бертен[фр.], французский актёр, режиссёр и сценограф.
- 16 мая, Давос — Ирвин Шоу, американский писатель, драматург и сценарист.
- 21 мая, Тбилиси — Сесиль Такаишвили, актриса театра и кино, народная артистка СССР (1966).
- 13 июня, Москва — Любовь Банк, артистка балета и педагог, солистка Большого театра.
- 20 июня, Москва — Фаина Раневская, актриса театра и кино, народная артистка СССР (1961).
- 30 июня, штат Массачусетс — Лилиан Хеллман, американская писательница и драматург.
- 27 июля, Ницца — Кристиан-Жерар[фр.], французский актёр и режиссёр.
- 28 июля, Минск — Зиновий Бабий, оперный певец, солист Львовского и Минского театров оперы и балета.
- 4 августа — Роман Тихомиров, режиссёр и сценарист, народный артист РСФСР (1973).
- 5 августа, Женева — Ричард Бёртон, английский актёр театра и кино.
- 5 августа, Ла-Лувьер — Жан-Жак[фр.], бельгийский актёр, комик.
- 14 августа, Стратфорд-на-Эйвоне — Джон Бойнтон Пристли, английский писатель, драматург и режиссёр.
- 25 августа, Лос-Анджелес — Трумен Капоте, американский актёр, драматург и сценарист.
- 5 сентября, Рига — Артур Фринберг, оперный певец и педагог, народный артист СССР (1962).
- 23 октября, Марбург — Оскар Вернер, австрийский актёр театра и кино.
- 29 октября, Москва — Ирина Тихомирнова, артистка балета и педагог, солистка Большого театра.
- 31 октября, Рим — Эдуардо Де Филиппо, итальянский режиссёр и драматург, автор 55 пьес.
- 9 ноября, Москва — Елена Тяпкина, актриса театра и кино, заслуженная артистка РСФСР (1947).
- 4 декабря, Тбилиси — Дмитрий Алексидзе, театральный режиссёр и педагог, народный артист СССР (1976).
- ? — Андрей Соколов, оперный певец, солист Большого театра.